# Umspannwerk Möhringen

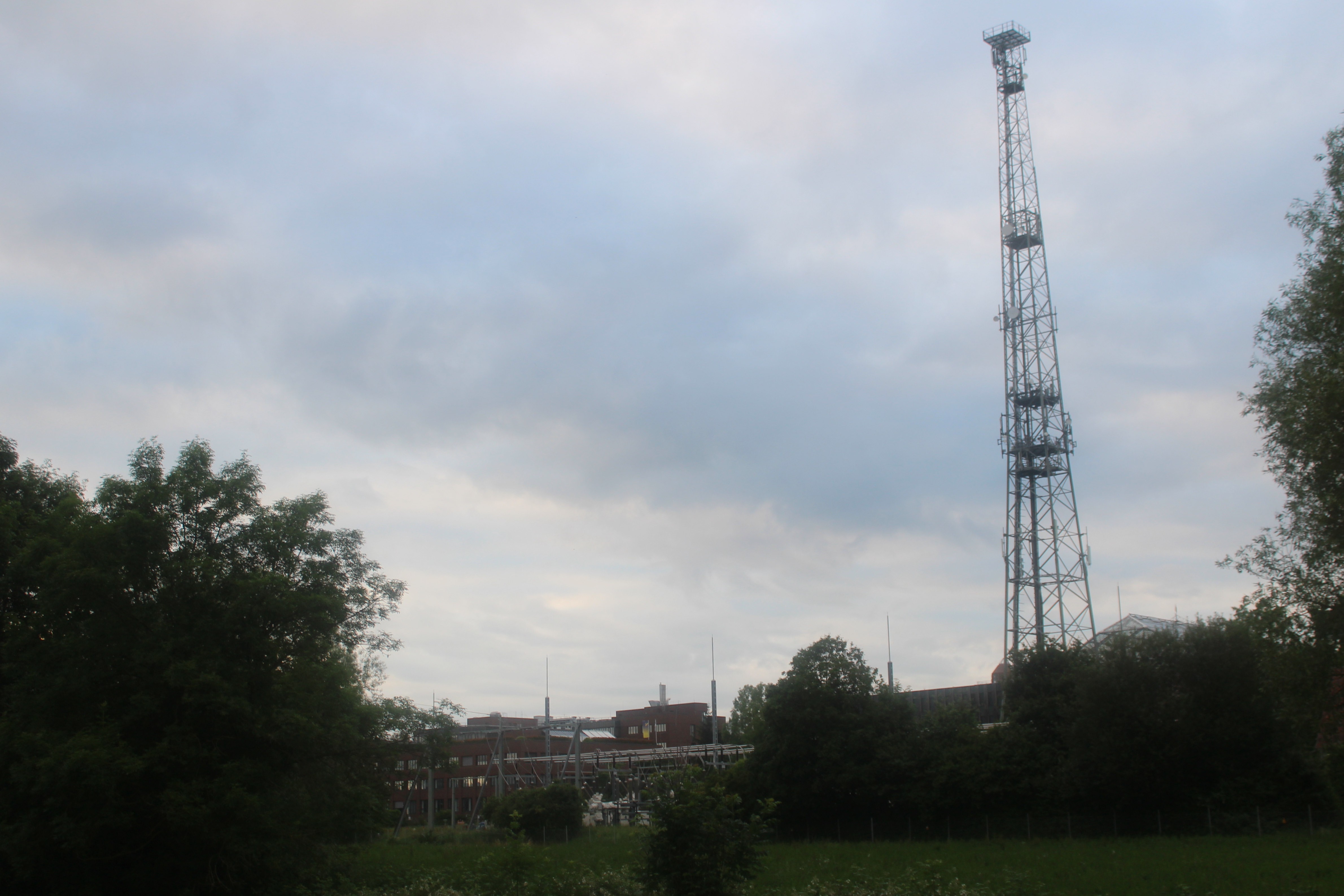
Umspannwerk Möhringen

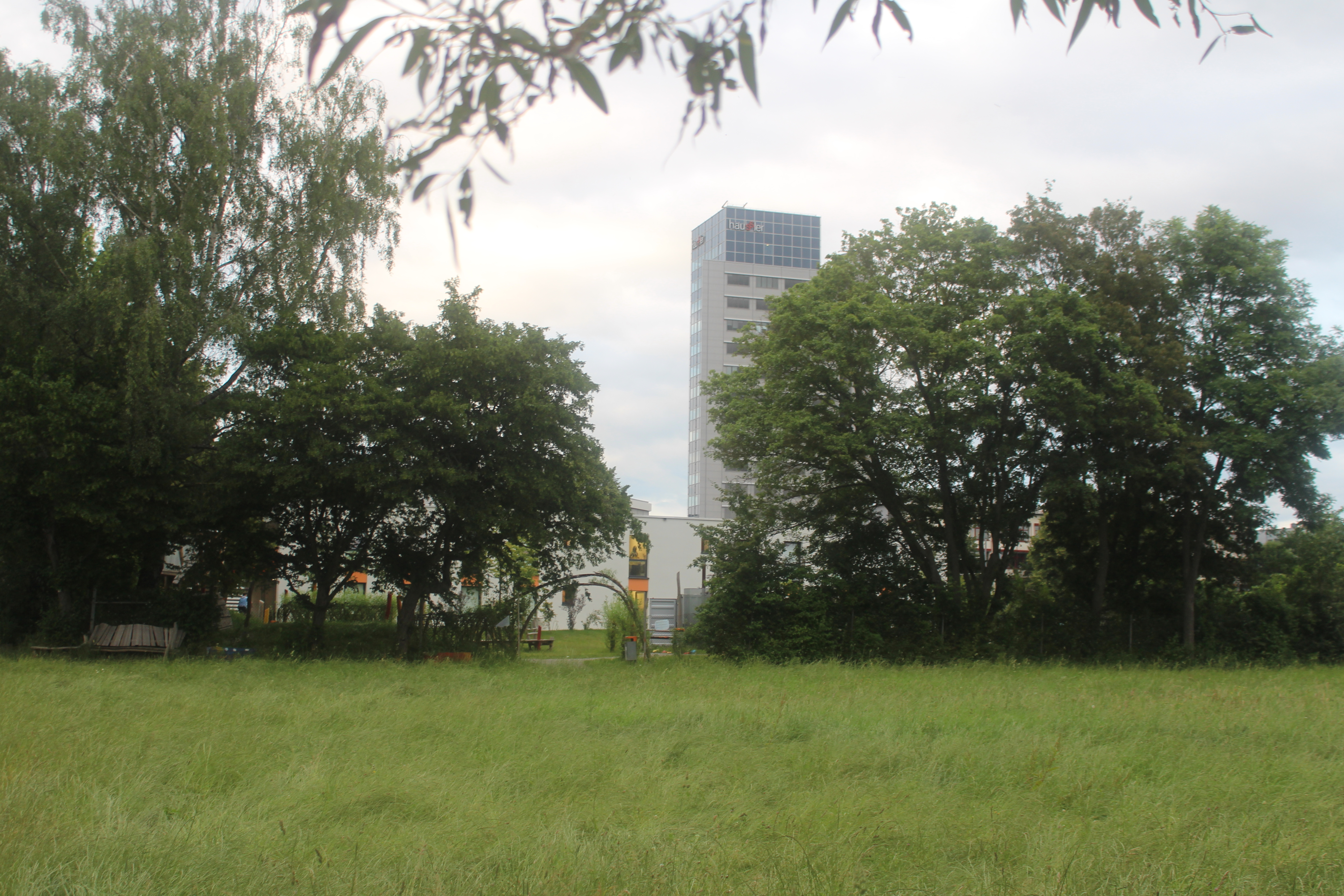
Areal der einstigen 220 kV-Schaltanlage des Umspannwerks Möhringen, jetzt Flüchtlingsheim

Das Umspannwerk Möhringen ist eines der drei Umspannwerke zur Einspeisung von extern erzeugter Elektrizität in das Stadtnetz von Stuttgart. Das im Stadtteil Möhringen gelegene und von der Stuttgart Netze betriebene Werk war ursprünglich ein 220-kV-/110-kV-Umspannwerk, welches im Zuge des durch die Wirtschaftskrise abgenommenen Energieverbrauchs in ein 110-kV-Umspannwerk umgebaut wurde. Im Zuge dieser Maßnahme wurde auch die 110-kV-Schaltanlage beträchtlich verkleinert.
Vom Umspannwerk Möhringen gehen zwei Freileitungen mit je zwei Stromkreisen ab und zwar die 110-kV-Leitung Anlage 211 nach Sindelfingen und die ursprünglich mit 220 kV betriebene Anlage 306 nach Wendlingen, die 2009 zur 110-kV-Leitung degradiert wurde. Letztere endet jetzt am letzten Mast vor dem Umspannwerk, an dem ein Übergang in 110-kV-Erdkabel, die in die 110-kV-Schaltanlage führen, stattfindet. Da diese Leitung die wichtigste externe Speiseleitung darstellt, sind zwischen dem Endmast und der Schaltanlage für jeden Stromkreis zwei Erdkabelsysteme parallel geschaltet.

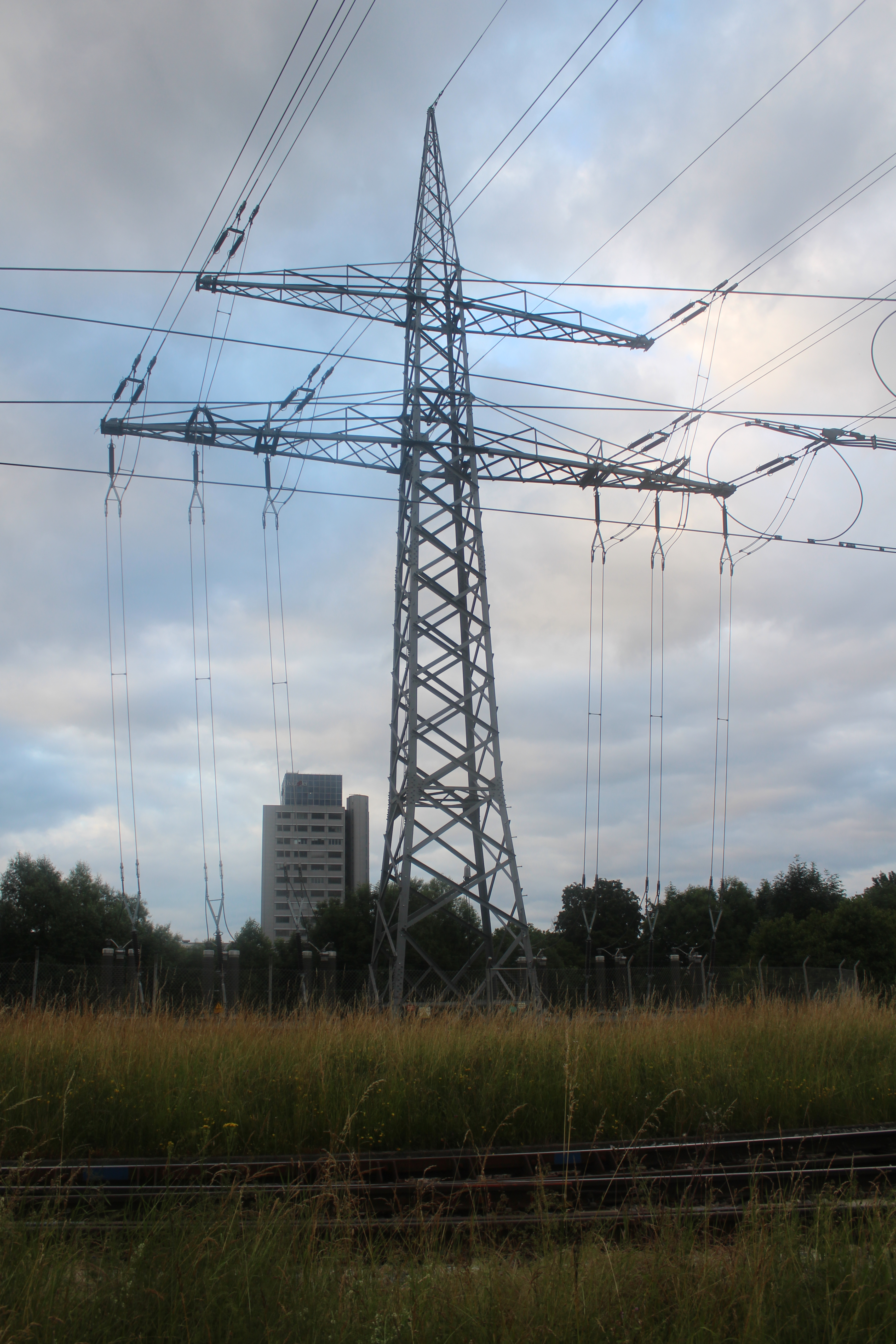
Übergang Erdkabel-Freileitung der 110-kV-Leitung nach Wendlingen. Diese Leitung wurde früher mit 220 kV betrieben

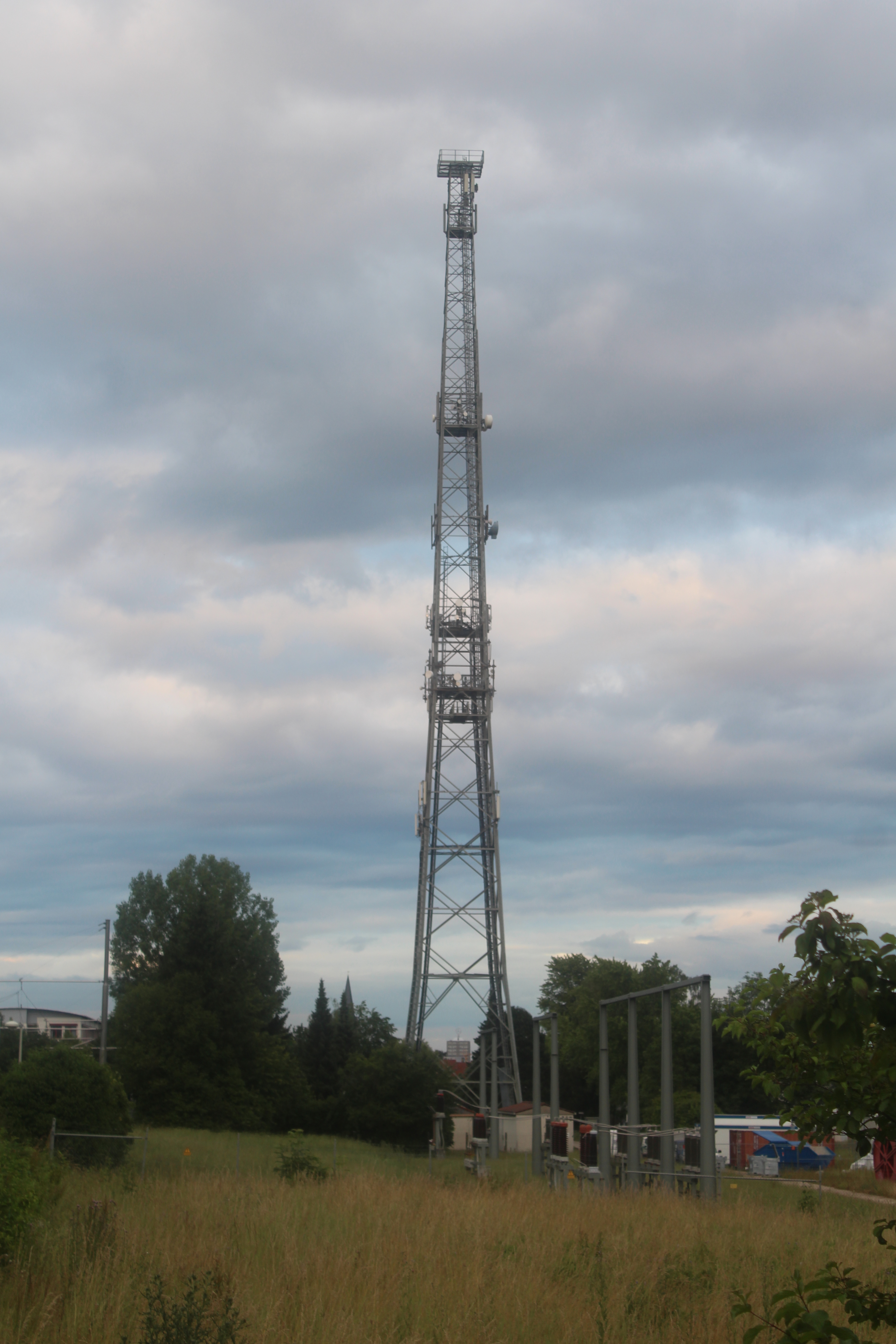
Richtfunkturm auf dem Areal des Möhringer Umspannwerks

Auf dem Areal der einstigen 220-kV-Anlage befindet sich, nachdem der dort lange Zeit funktionslose 220-kV-/110-kV-Transformator abtransportiert wurde, seit 2015 das Asylbewerberheim „Lautlinger Weg“.
Neben den Freileitungsabgängen nach Sindelfingen und Wendlingen existieren noch einige 110-kV-Erdkabelabgänge im Umspannwerk Möhringen zu den Umspannwerken Birkach, Allmand und Vaihingen.
Markantestes Bauwerk des Umspannwerks und zugleich das höchste Bauwerk im Stuttgarter Stadtteil Möhringen ist der 1975 errichtete 93 Meter hohe Richtfunkturm.